# Matador (Album)
Matador ist das achte Studioalbum des deutschen Rappers Olexesh. Es erschien am 12. Januar 2024 über das Label 385idéal.

## Entstehung und Veröffentlichung
Am 9. Februar 2023 erschien mit Matador die erste Singleauskopplung aus dem gleichnamigen Album. Nachdem mit Gramm für Gramm, Darf ich mich vorstellen und All Eyez on Me drei weitere Singles ausgekoppelt worden waren, kündigte Olexesh im November 2023 die Veröffentlichung des Albums an. Das Album erschien schließlich am 12. Januar 2024 bei 385idéal auf digitalen Vertriebswegen. Am selben Tag wurde zudem eine physische Ausführung veröffentlicht, in dem das Album auf CD sowie ein Olexesh-Sweater enthalten sind.

## Produktion und Gastbeiträge
An der Entstehung des Albums waren mehrere Produzenten beteiligt, die meisten Instrumentals stammen dabei von LuciG (Lucas Grob), der an der Produktion von elf Instrumentals mitwirkte. Weitere Produktionen stammen unter anderem von KD-Beatz (Karim Deriche) und dem US-amerikanischen Produzenten Jordan Fox. Abgemischt wurde das Album von Felix Eschmann, für das Mastering war Lex Barkey zuständig.
Auf Matador finden sich einige Gastbeiträge anderer Künstler. Olexeshs Label-Kollegen Celo & Abdi sind auf zwei Tracks vertreten, zudem sind auf dem Album Nimo, Ajé und die 187-Strassenbande-Mitglieder Bonez MC und Sa4 zu hören.

## Artwork
Das Albumcover zeigt ein Foto von Olexesh, wie er auf dem Beifahrersitz eines blauen Lamborghini Aventador mit geöffneten Scherentüren sitzt. Auf die Tür ist der Schriftzug „Olexesh“ als Graffito gesprayt, der Schriftzug „Matador“ befindet sich hinter dem Fahrzeug und wird teilweise von der geöffneten Tür verdeckt.

## Titelliste
| #  | Titel                               | Rapper                    | Länge |
| -- | ----------------------------------- | ------------------------- | ----- |
| 1  | Intro                               | –                         | 0:33  |
| 2  | Matador                             | LuciG                     | 2:20  |
| 3  | Gramm für Gramm (feat. Bonez MC)    | DeeVoe, LuciG             | 2:18  |
| 4  | Kрокоди́л                            | m3                        | 2:35  |
| 5  | Herkunft Asphalt                    | LuciG                     | 2:35  |
| 6  | Ferrari Motor (feat. Celo & Abdi)   | LuciG                     | 3:04  |
| 7  | Darf ich mich vorstellen            | Enginearz                 | 2:11  |
| 8  | Casanova                            | LuciG                     | 3:03  |
| 9  | Schwarzer Lotus (feat. Celo & Abdi) | KD-Beatz                  | 3:03  |
| 10 | Schmetterling                       | Haze, LuciG               | 2:59  |
| 11 | All Eyez On Me (feat. Nimo)         | Dokii, Braths             | 3:10  |
| 12 | Dim                                 | Mondee                    | 2:41  |
| 13 | Big Ass Benz                        | LuciG                     | 2:19  |
| 14 | Qualität (feat. Sa4, Ajé)           | LuciG, Jordan Fox         | 3:07  |
| 15 | Dawai (feat. LEXS BMF)              | PLVST, GLXRY, Boyzflow    | 3:25  |
| 16 | Speznas                             | LuciG, ProdbyLJS          | 2:29  |
| 17 | Aventador                           | LuciG, Jojo Kelete        | 3:33  |
| 18 | Ma Lune                             | Chefi                     | 2:49  |
| 19 | Keine Zeit zum Sterben              | Rizzo, LuciG, Tatchybeatz | 3:37  |

## Singleauskopplungen
| Jahr | Titel                    | Höchstplatzierung, Gesamtwochen, AuszeichnungChartplatzierungen (Jahr, Titel, , Platzierungen, Wochen, Auszeichnungen, Anmerkungen) | Höchstplatzierung, Gesamtwochen, AuszeichnungChartplatzierungen (Jahr, Titel, , Platzierungen, Wochen, Auszeichnungen, Anmerkungen) | Höchstplatzierung, Gesamtwochen, AuszeichnungChartplatzierungen (Jahr, Titel, , Platzierungen, Wochen, Auszeichnungen, Anmerkungen) | Anmerkungen                                              |
| Jahr | Titel                    | DE | AT | CH | Anmerkungen                                              |
| ---- | ------------------------ | --- | --- | --- | -------------------------------------------------------- |
| 2023 | Matador                  | DE14 (6 Wo.)DE | AT37 (2 Wo.)AT | CH36 (1 Wo.)CH | Erstveröffentlichung: 9. Februar 2023                    |
| 2023 | Gramm für Gramm          | DE14 (3 Wo.)DE | AT23 (2 Wo.)AT | CH32 (1 Wo.)CH | Erstveröffentlichung: 8. Juni 2023 feat. Bonez MC        |
| 2023 | Darf ich mich vorstellen | DE93 (1 Wo.)DE | — | — | Erstveröffentlichung: 5. Oktober 2023                    |
| 2023 | All Eyez on Me           | DE84 (1 Wo.)DE | — | — | Erstveröffentlichung: 2. November 2023 feat. Nimo        |
| 2023 | Ferrari Motor            | DE70 (1 Wo.)DE | — | CH94 (1 Wo.)CH | Erstveröffentlichung: 7. Dezember 2023 feat. Celo & Abdi |
| 2023 | Schmetterling            | — | — | — | Erstveröffentlichung: 21. Dezember 2023                  |

## Rezensionen
Dominik Lippe vom Online-Magazin Laut.de bewertete Matador negativ und vergab nur einen von fünf Sternen für das Album. Kritisiert wird vor allem, dass Olexesh uninspiriert und unmotiviert rappe. Während er früher „zu den vorzeigbarsten Vertretern seiner Sparte“ gehörte, habe auf Matador „sein Desinteresse den früheren Hunger verdrängt“.

## Chartplatzierungen
Matador stieg am 19. Januar 2024 auf Position sieben in die deutschen Albumcharts ein und konnte sich insgesamt zwei Wochen in den Top 100 halten. Damit ist es das siebte Top-10-Album für Olexesh in Deutschland. Darüber hinaus erreichte das Album Rang vier der deutschen Hip-Hop-Charts. In Österreich schaffte es das Album auf Platz 74 und in der Schweiz auf Platz elf der Charts.
| ChartsChartplatzierungen | Höchstplatzierung | Wochen |
| ------------------------ | ----------------- | ------ |
| Deutschland (GfK)        | 7 (2 Wo.)         | 2      |
| Österreich (Ö3)          | 74 (1 Wo.)        | 1      |
| Schweiz (IFPI)           | 11 (1 Wo.)        | 1      |